# Casa Piccola

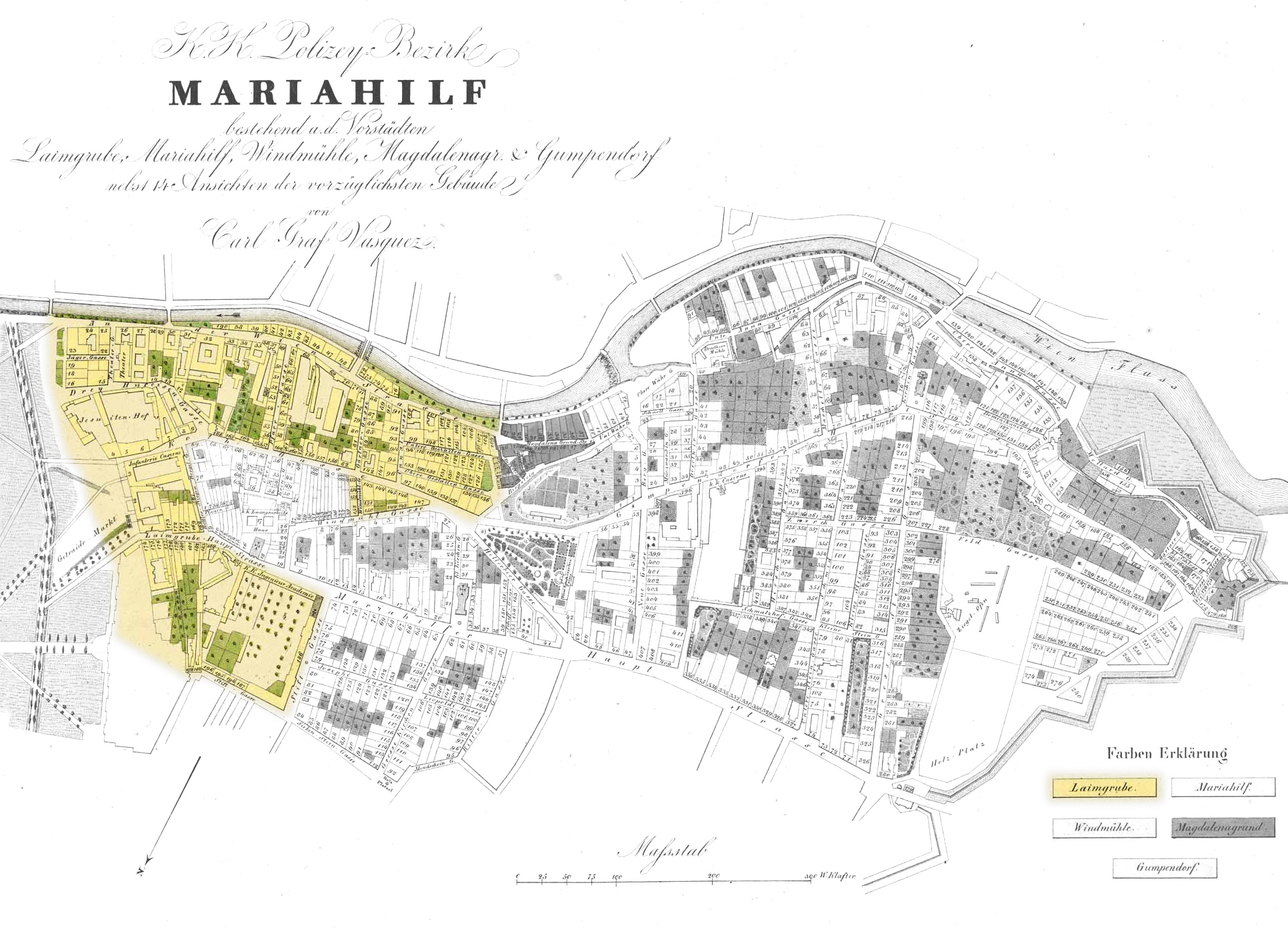
Plan der Wiener Vorstadt Mariahilf und Laimgrube

Das Grand Café Casa Piccola war ein 1830 von Dominik Casapiccola gegründetes bekanntes Kaffeehaus in der Wiener Vorstadt Laimgrube gelegen, das erste Haus am Anfang der damaligen Laimgrube Hauptstraße 1, das auf der heutigen Mariahilferstraße 1B bis 1962 bestand.

## Lage
Das ursprüngliche Casa Piccola befand sich am äußeren Rand des Wiener Glacis und war das erste linksseitig gelegene „kleine Haus“ gegenüber dem Getreidemarkt, auf der damals noch Laimgrube Hauptstraße Nummer 1. Die erhöhte Lage der Wiener Vorstadt rund um den ehemals Spitalberg (Spittelberg) wurde in Folge der Belagerungen der Festung Wien immer wieder strategisch genutzt, während die gute Aussicht auf Wien nach dem Krieg ein besonderer Anziehungspunkt für Gäste des Kaffeehauses wurde. So wurde das Grand Cafe Casapiccola vor allem auf Grund der hervorragenden Aussicht mit dem Café des Mille Colonnes in Paris verglichen.

## Geschichte
Diese erhöhte Lage des Hauses Casa Piccola in der ältesten Wiener Vorstadt Laimgrube an der Grenze zur Vorstadt Mariahilf rund um den ehemals Spitalberg (Spittelberg) wurde erstmals 1529 und 1683 in Folge der Belagerung Wiens strategisch genutzt, und letztmals am 12. Mai 1809 durch Napoleon I., dessen Kriegsrat an dieser Stelle versammelt war. In allen Fällen wurde von dieser erhöhten Lage die Festung Wien mit Kanonen und Haubitzen beschossen, doch besagt die Geschichte, dass sich Kaiser Napoleon über den Verlauf der Belagerung von Wien nicht zufrieden zeigte, jedoch am 13. Mai 1809 in Wien einmarschierte und im Juli 1809 den Krieg mit der Schlacht bei Wagram für sich entschied.

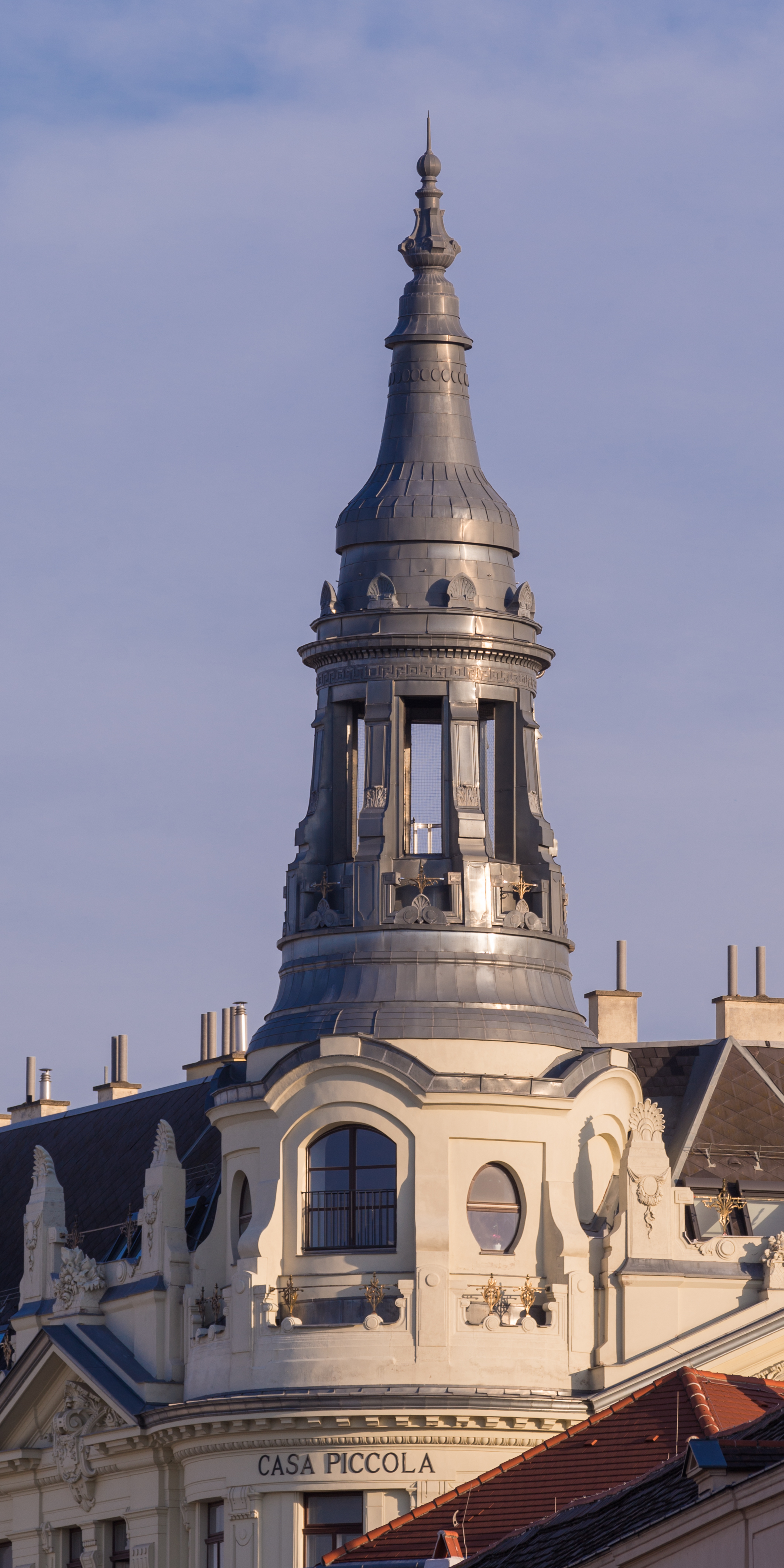
Casa Piccola, Turm, Wien-Mariahilf

Dominik Casapiccola, Gründer und Namenspatron richtete an der Adresse des kleinen Hauses 1830 ein elegantes Kaffeehaus ein, das 1837 durch einen Umbau vergrößert wurde. 1895 wurde das Caféhaus Teil eines Neubaus, ein Wohn- und Geschäftshaus an der heutigen Mariahilferstraße 1B. Ein markantes Erkennungszeichen ist der Eckturm mit seiner einzigartigen Turmhaube.
1897 wurde das Grand Cafe Casa Piccola neu übernommen und prägte die Geschichte der Wiener Kaffeehauskultur bis 1962. Die nachfolgenden Inhaber einer bekannten Grazer Handelskette übernahmen ab 1962 den Großteil des bestehenden Interieurs und änderten dies erst ab 1985. Der als Delikatessenhändler bekannte Pächter, ein „Wiener Original“ Carl Obertimpfler, geboren 1843, war in Wien sehr beliebt. Er war Betreiber des Cafés de l`Europe am Stephans Platz 1, Wien-Innere Stadt. Carl wurde Pächter des Grand Café von 1897 bis 1918. Der Vater der Schauspielerin Lina Loos hatte vor allem Gäste aus Kunst und Schauspiel in seinem Grand Café Casa Piccola.

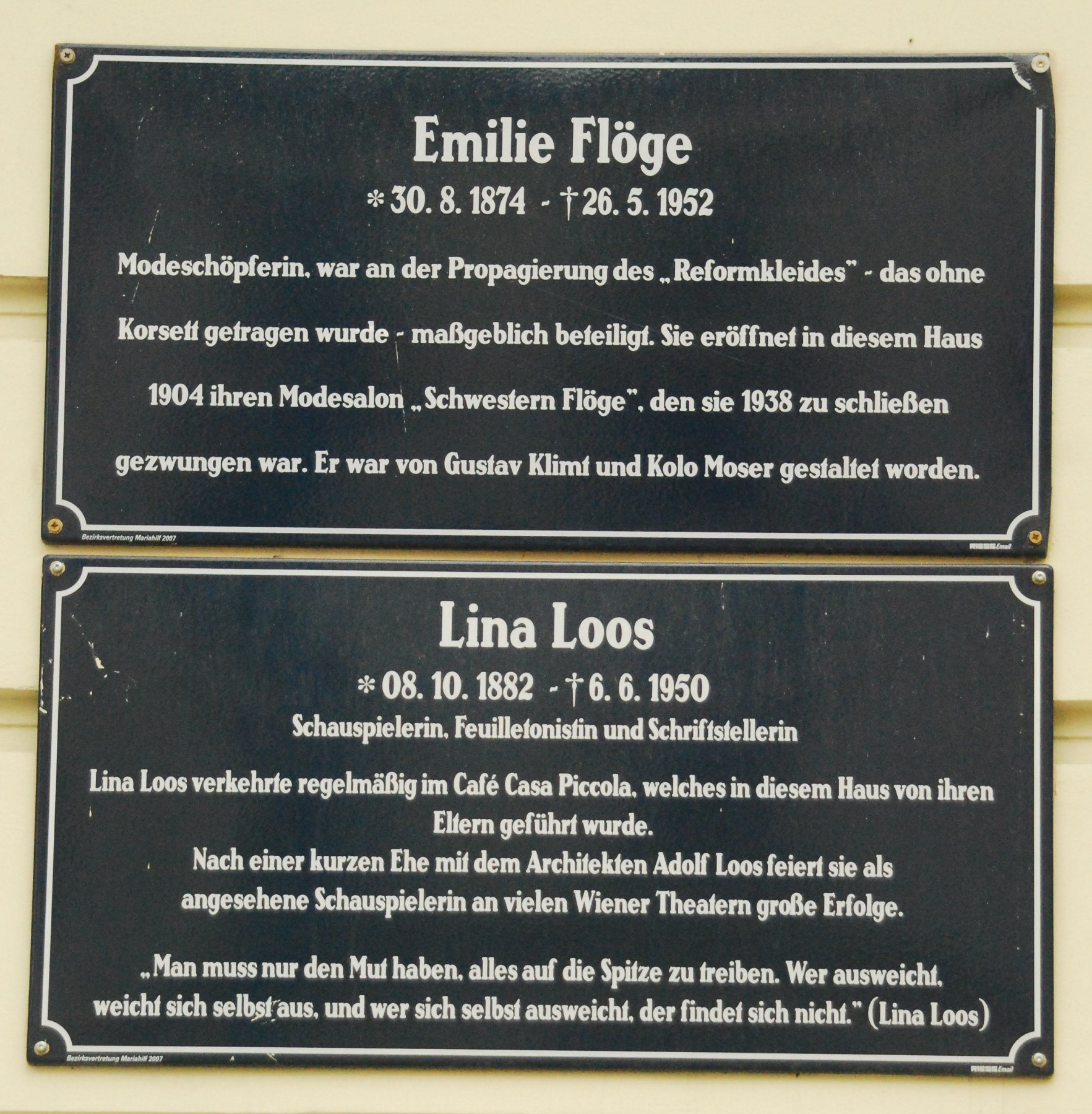
Gedenktafeln am Haus, Casa Piccola, Wien-Mariahilf

Carl Obertimpfler verkaufte das Café 1918 an Lina Schöner, die ihrerseits damit als Inhaberin eines Bekannten Wiener Restaurants in Wien-Neubau die „Schöner-Betriebe“ gründete.1928 ließ Lina Schöner die Gründerin einer neuen Kaffeehaus Kultur in Wien das Cafe von Architekt Carl Witzmann neu einrichten. Während der Jahre 1918 bis 1927 war der zuletzt 84-Jährige Carl Obertimpfler einer der treuesten Stammgäste und war fast jeden Tag im Kreise einer Literatengesellschaft um den Wiener Schriftsteller Peter Altenberg im Grand Café anzutreffen. Frau Lina betrieb das Café im Rahmen der Schöner-Betriebe als ihren eigentlichen Stammsitz nach 1945 bis 1962 In der Etage oberhalb des Cafés Casa Piccola befand sich von 1904 bis 1938 der international bekannte Modesalon der Schwestern Emilie, Helene und Paula Flöge, die, der Klimt-Ära des Malers Gustav Klimt entstammend, Kleider im Stil der Wiener Werkstätte erzeugten. Da der Betrieb der Flöge-Schwestern 1938 seine beste Kundschaft verloren hatte, zogen sich die Schwester aus der Modebranche zurück. Gedenktafeln am Haus erinnern an Lina Loos und die Schwestern Flöge.

## Stil und Einrichtung
Das Grand Café Casa Piccola zeigt sich auf alte Fotos und Ansichtskarten als sehr prunkvoll eingerichtet, gleich dem Ballsaal eines Schlosses, mit Kronleuchter. Das Grand Café bot von höherer Lage der Wiener Vorstadt Mariahilf eine hervorragende Rundsicht. So berichtet Jean-Charles im Jahr 1840: „Das Kaffeehaus des Herrn Casapiccola… hat die schönste Lage, das imposanteste Local und die elegantesten Billard … Man überblickt von da die halbe Stadt, das freundliche Glacis und das Kahlengebirge.“ Wegen seiner schönen Aussicht wurde das Casapiccola mit dem Café des Mille Colonnes in Paris verglichen.